# Boboszewo
Boboszewo [pronunciación en polaco: /bɔbɔˈʂɛvɔ/] es un pueblo ubicado en el distrito administrativo de Gmina Debrzno, dentro del condado de Człuchów, Voivodato de Pomerania, en el norte de Polonia. Se encuentra a unos 5 kilómetros al noreste de Debrzno, a 12 kilómetros al suroeste de Człuchów, y a 126 kilómetros al suroeste de la capital regional Gdańsk.
El pueblo tiene una población de 153 habitantes.